# MG 7
La MG 7 è un'autovettura prodotta dalla casa automobilistica cinese SAIC con marchio inglese Morris Garages dal 2007 al 2013 e, successivamente, dopo un decennio, dal 2023.

## Prima serie (2007-2013)

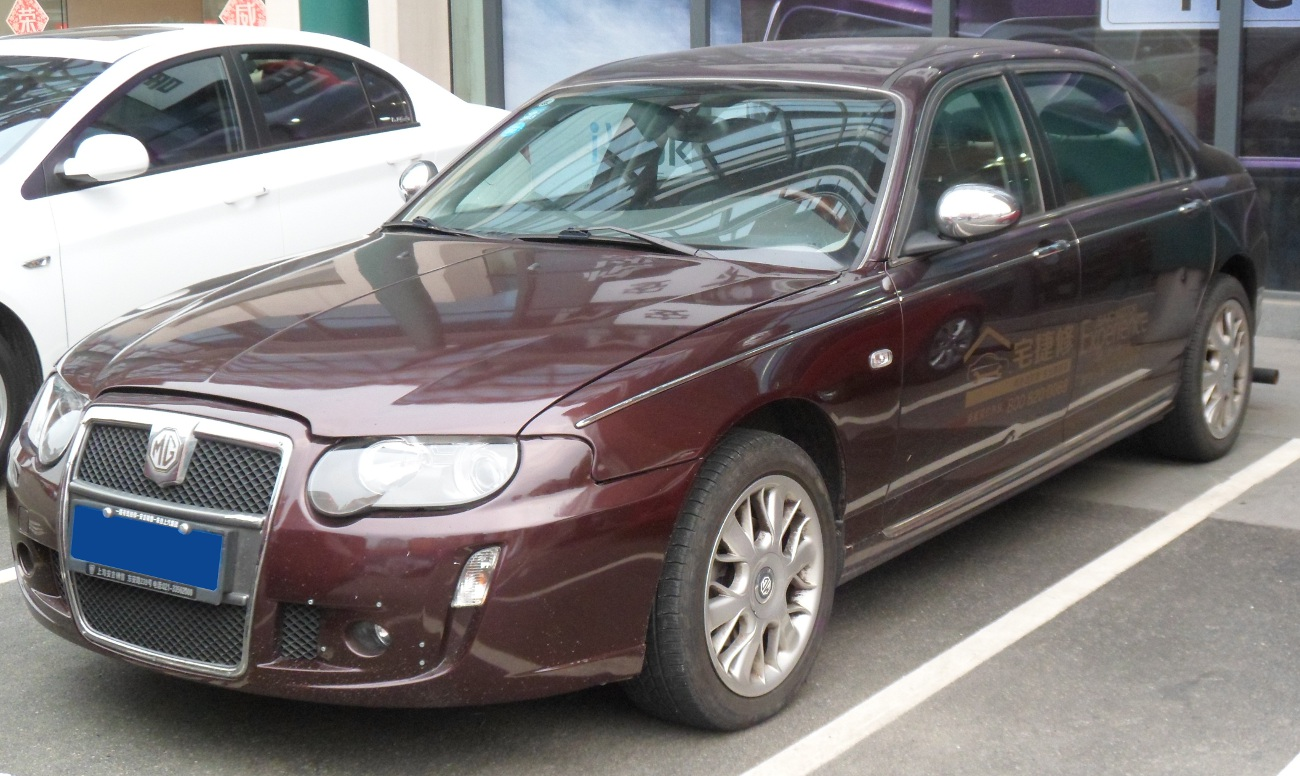
MG 7L

La produzione della MG 7 è iniziata nel marzo 2007.
In seguito è stata introdotta una versione a passo lungo denominata MG 7L, dotata di una griglia del radiatore più grande derivata dalla Rover 75 V8.
La vettura è disponibile in due livelli di allestimento: "Classic" che presenta una griglia a listelli sottili e "Sport" con una griglia a nido d'ape. 
A muovere la vettura ci sono due motorizzazioni, il 1.8T e il 2.5 V6, entrambi derivati dalle motorizzazione della famiglia Rover K-Series rivisti in alcune componenti e chiamati N-Series, con guarnizioni della testata più resistenti ed entrambi conformi alle normative sulle emissioni Euro IV. Inoltre sono state apportate altre modifiche all'impianto elettrico, per migliorare il sistema di accensione del motore e per supportare una maggior quantità di accessori, che comprendono due display con lettori DVD montati sui poggiatesta anteriori e una telecamera di retromarcia.
Altri miglioramenti sono stati apportati andando a modificare l'isolamento acustico del motore nel cofano per ridurre vibrazioni e rumore. Tutti i modelli sono dotati di airbag per la testa ITS.

## Seconda serie (2023-)
La seconda generazione della MG 7 è stata ufficialmente presentata nell'agosto 2022.
Questa generazione, che ha debuttato 10 anni dopo la prima, è una berlina sportiva fastback di grandi dimensioni totalmente nuova che non ha nulla in comune con la vecchia serie che era costruita su base Rover. 
Due le versioni al lancio: il modello 405 VTGI Trophy con motore a benzina da 2,0 litri che produce 254 CV e 405 Nm di coppia dotato di un cambio ZF a nove rapporti; la versione più economica 300 VTGI con un motore a benzina da 1,5 litri che produce 183 CV e 300 Nm di coppia abbinato ad un cambio automatico doppia frizione a sette velocità.